# Bucking Horse and Rider

Het logo van de Bucking Horse and Rider, evenwel niet zoals afkomstig van de staat Wyoming, maar gebruikt door de Wyoming Athletics vereniging

De Bucking Horse and Rider (BH&R) is een geregistreerd merk van de Amerikaanse staat Wyoming. Het werd door de staat in 1936 gedeponeerd als merk voor op kentekenplaten voor motorvoertuigen die geregistreerd staan in Wyoming en die uitgegeven zijn door het Wyoming Department of Transportation.
Wyoming wordt, mede door dit symbool, ook de Cowboy State genoemd. Het logo wordt tevens gebruikt door de Universiteit van Wyoming, onder andere op de uniformen van de sportteams van die universiteit, en kwam voor op de uniformen van de Wyoming National Guard, die actief deelnam aan de Eerste Wereldoorlog in Europa.
Algemeen wordt aangenomen dat het de cowboy Clayton Danks is, drievoudig winnaar van de Cheyenne Frontier Days, een rodeo- en westernevenement dat jaarlijks in juli wordt georganiseerd in de hoofdstad van Wyoming, Cheyenne, wiens silhouet werd gebruikt voor de Rider op het Bucking Horse.